# 2014年乌鲁木齐火车南站暴力恐怖袭击案件
2014年乌鲁木齐火车南站暴力恐怖袭击案件，又稱為「乌鲁木齐火车南站廝殺案」，是於2014年4月30日19时10分左右在中国新疆维吾尔自治区乌鲁木齐市火车南站出站口接人处发生的一起武裝械鬥及爆炸事件。 中國官方稱這一事件为「乌鲁木齐火车南站『4·30』暴力恐怖袭击案件」，属“恐怖袭击”。 该事件共造成3人死亡，79人受伤，其中4人重伤。3名死者中有1名平民，2名襲擊者係引爆身上炸弹身亡。中国警方称此次爆炸案为“东突厥斯坦伊斯兰运动”恐怖组织所为。

## 背景
根据中国官方媒体新华社报道，此次爆炸发生的日期是中共中央总书记习近平视察新疆的最后一天（但无法确认其当时是否仍在新疆）。此外，中央政治局常委俞正声、中央军委副主席范长龙、中央政策研究室主任王沪宁、中央办公厅主任栗战书、全国政协副主席王正伟与新疆维吾尔自治区党委书记张春贤均一同前往考察。 此次是习近平在中共十八大后首次考察新疆，其间他表示“对暴力恐怖犯罪分子要有有效手段”。
法新社、香港《南华早报》、新加坡《海峡时报》等媒体报道，事件发生前，喀什地区叶城县的三名干部惨遭暴恐分子杀害。报道引述叶城县江格勒斯乡派出所副所长艾恩瓦尔·吐尔逊(音译)的话说：“三名干部是上个月底在叶城县一处湖滨遇害的，两人遇害后被丢进湖里，第三人身中31刀后也被投入湖中。”经过当地警方的严密侦查，现在已经锁定3至5名嫌犯，这些嫌犯来自附近一个村子。不过，法新社记者联络喀什警方时，喀什警方没有评论。
乌鲁木齐火车南站位于乌鲁木齐市沙依巴克区，于1962年启用。2014年“五·一”小长假期间，该站迎来中短途客流的高峰，预计运载旅客达到8.8万人次。

## 事件经过

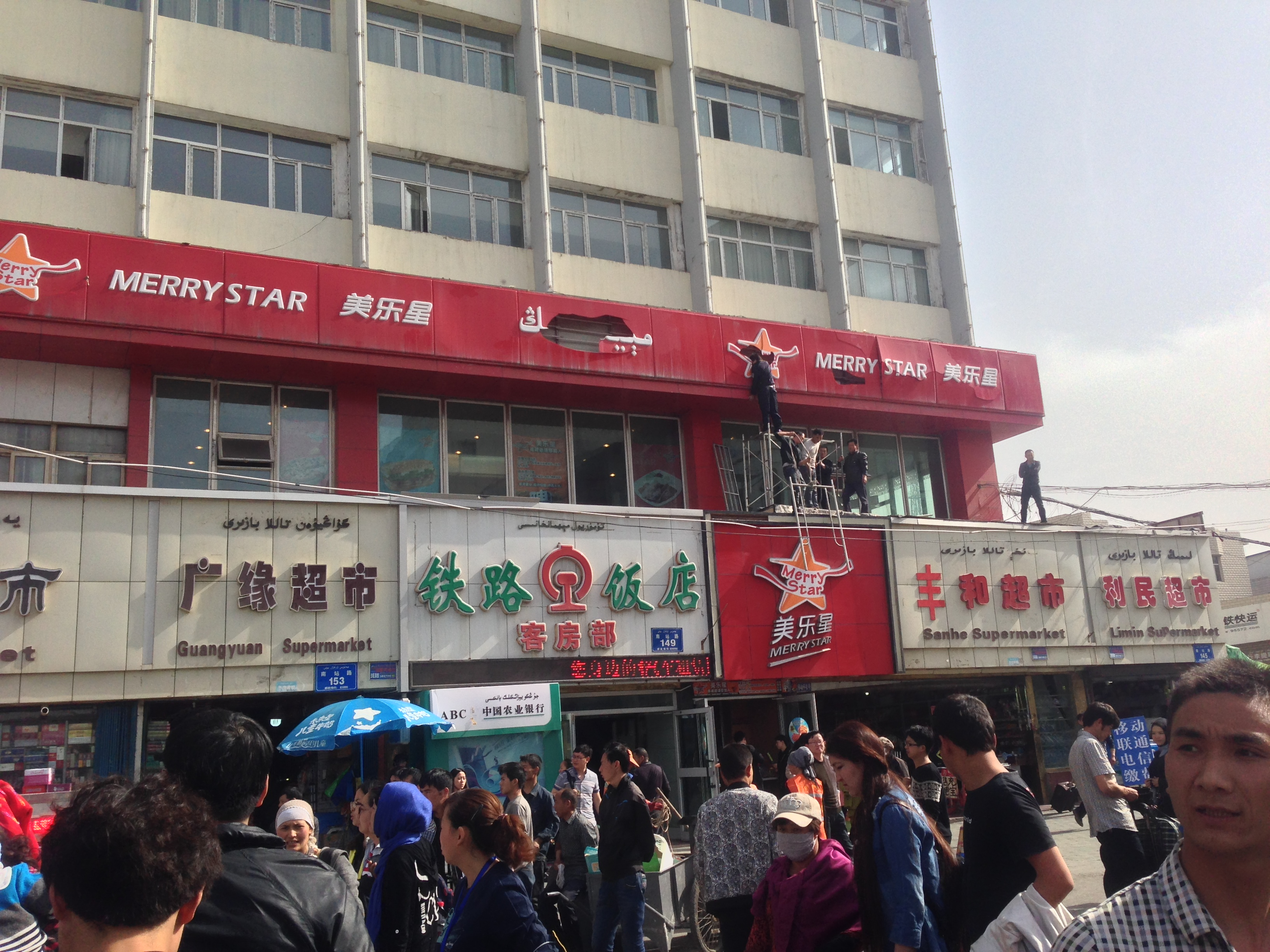
火车南站爆炸对西南侧店牌造成损坏

4月30日19时10分左右，从四川成都开往乌鲁木齐的K453次列车抵达乌鲁木齐火车南站时，旅客出站口发生爆炸，现场陷入混乱。官方背景的天山网报道称袭击者在火车站出口“持刀袭击民众”，而爆炸物在同一时间被引爆。從持刀襲擊到炸彈爆炸，過程只有4秒鐘；爆炸後一分鐘內火車站派出所公安民警到達現場，爆炸後三分鐘內，管委會幹部、民兵、公安等150餘人；爆炸後十分鐘內所有傷員被趕到的警車、巡邏車輛、社區工作車輛、社會車輛等送往醫院。爆炸後火车南站實施戒严，至晚上九點半清理完畢後基本恢復正常。
新疆自治区新闻办于当日23时表示，公安机关正在调查爆炸原因，同时局势「已经完全在掌控中」。
天山網于5月1日凌晨1时正发布消息，称此次爆炸是一起严重的暴力恐怖袭击案件，暴徒在乌鲁木齐火车南站出站口接人处持刀劈杀群众，同时引爆爆炸装置，造成3人死亡，79人受伤，其中4人重伤。
同日烏魯木齊火車站重新開放，并加强戒备。

## 事件调查

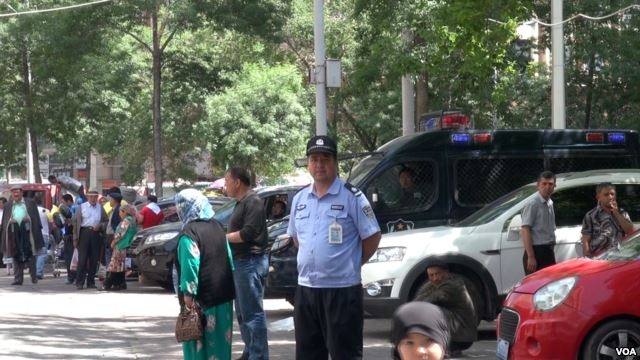
在一連串襲擊事件後，中華人民共和國政府在新疆加強了戒備

5月1日19时，此案告破，袭击由两名犯罪嫌疑人主使的，其中一名来自阿克苏沙雅县的39岁男性名叫色地尔丁·沙吾提。官方称其长期受宗教极端思想影响、参与宗教极端活动，但并未透露另一名嫌疑人的姓名与资料。随即警方公开了嫌疑人照片，其中一组摄于爆炸案现场，另外一组则为嫌疑人的遺體。
5月2日，新疆警方发出通告、悬赏10万元征集与爆炸案相关的信息，同时要求当局动用包括“秘密部队”在内的所有资源，尽一切办法彻查暴徒与嫌疑人。酒店、网吧和公共浴室亦开始加强对宾客的核查。
5月3日下午，乌鲁木齐市沙依巴克区警方在微博上悬赏征集信息，附上了爆炸案之前由监控摄像头拍摄的两名嫌疑人的图片。二人的衣着和旅行箱都很相似。另一份警方通告要求各部门寻找嫌疑人全家，包括所有亲属及亲信，包括一名嫌疑人的父亲、岳父、妻子与兄弟。
与此同时，警方又开始通缉两名来自新疆库车县、在乌鲁木齐和巴音郭楞蒙古自治州活动的维吾尔族人，据称他们属于一个制造炸弹的幫派。但官员称这两名嫌疑人与本次袭击无关。
据路透社5月14日报道，专门监视国际恐怖组织网上活动的机构“搜索国际恐怖组织研究所”网站SITE Monitoring称，一个名为“突厥斯坦伊斯兰党”（TIP）的组织5月11日在网站上发表了一段10分钟长的视频，宣称对乌鲁木齐火车南站爆炸案负责。
5月14日，涉嫌制造此案的7名在逃嫌犯被新疆警方抓获，北京的反恐专家表示：“这次犯罪团伙涉及三个家庭，相互间关系是家族血缘纽带，之所以会有这样的暴恐团伙特点，是因为随着新疆反恐力度的加大，暴恐分子也越发谨慎，于是就收缩到家庭或者家族范围内。一起观看视频等暴恐资料，最终举家被洗脑，然后共同实施犯罪。”
5月18日，中国警方确认了“东突厥斯坦伊斯兰运动”恐怖组织策劃了本次爆炸案，称该组织老大伊斯玛依力·玉素普是整起慘劇的策划者。其在4月指挥位于新疆的艾合买提·热西提等10名同伙分工制作爆炸装置并选定袭击目标。同时，警方开始通过国际刑警组织对伊斯玛依力·玉素普进行通缉。
中国警方经调查后认为，此次案件的两名袭击者长期受宗教极端思想影响，是“伊吉拉特”人员，因出境受阻，乃改为就地“圣战”。

## 审判
12月8日乌鲁木齐市中级人民法院一审，认为犯罪嫌疑人8人，组织者是境外东伊运老大伊斯玛依力·玉苏普，该恐怖黑幫組織于2010年2月成立，他们此前的罪行有预谋非法出境、制造并试爆爆炸物。4月30日的袭击自爆者是麦麦提阿卜杜拉·艾提、色地尔丁·沙吾提，造成群众死亡3名，受伤数十人。
法院判处艾合麦提·热西提、吐尔松·阿木提死刑；牙力坤·阿木提等3人死刑缓期二年执行，剥夺政治权利终身；伊斯玛依力·玉苏普入獄5年，剥夺政治权利2年。

## 各方反应

### 中华人民共和国
- 爆炸事件发生后，中共中央总书记习近平立即表示，要求必须采取果断措施，把恐怖黑道暴力分子的嚣张气焰打下去。[27]新华社、《人民日报》评论亦引述习近平批示，并严厉谴责恐怖分子的行为[28][29]。

- 爆炸發生後半小時內，新疆黨委書記張春賢主持召開緊急會議，就現場控制、傷員救治、案件偵破等作出部署，要求全力救治傷員，迅速偵破案件與全省社會面穩控工作，晚上20點30分，努尔·白克力、朱海仑受張春賢委托到醫院看望傷者，部署救治工作。21點30分，張春賢主持召開第二次會議，對案件處置和社會穩定工作再次作出部署。翌日張春賢主持召開新疆黨委常委（擴大）會議，傳達習近平指示並通報案情，安排案件善後處置和全省維穩工作[30]。

- 5月14日，有记者在中国外交部例行记者会上提到“某极端组织在网站上发布了视频”、“声称对乌鲁木齐火车南站暴力恐怖袭击案件负责”，藉此询问官方的看法。发言人华春莹回应称“视频有待核实”。[31]

### 国际
- 美国：国务院发言人玛丽·哈夫在华盛顿举行的例行记者会上说：“美国谴责发生在中国新疆维吾尔自治区乌鲁木齐火车站的针对无辜平民的可怕与卑鄙的暴力行为。我们向受害者、他们的家人以及所有受到这一悲剧影响的人表示哀悼和同情。”[32]她承认，根据美国掌握的信息，包括中国媒体对事件的报道，这看来是一起任意针对公众进行的恐怖主义行为，但她也指出美国没有关于袭击者身份和动机的信息。[33]
- 英国：外交事务国务部长施维尔发表声明，严厉谴责新疆的恐怖袭击，并对受害者及其家属表示哀悼和慰问。[33]
- 新加坡：外交部发言人针对爆炸案回复媒体表示：“这种以无辜民众为对象的懦弱和卑鄙的暴力行为，是在任何情况下都绝对不合理的。”并说：“我们向罹难者及其家属表示最深切的哀悼，并祝伤者早日康复。我们希望干案者会被逮捕和绳之以法。”[34]
- 世界维吾尔代表大会：发言人迪里夏提30日称世维会“已经知道乌鲁木齐火车站发生爆炸一事，正进一步了解事件发生的原因”。[15]5月1日世维会呼吁并要求中国政府“理性处理突发事件，释放无辜被捕的维吾尔人，停止利用意外事件进行煽动及妖魔化维吾尔族群。”

## 相關評論

### 中国大陆媒体
《环球时报》总编辑胡锡进在他的微博上说：“上帝是否原谅恐怖分子是上帝的事。我们的任务是送他们去见上帝。这话在全世界都适用。”新华网评论援引新疆各地居民、官员与学者的言论称对恐暴”坚决予以谴责”，“支持国家打击此类事件”。同時中新社、人民日報發表多篇譴責事件的評論報道。
《新疆日报》5月2日发表社论称恐怖分子“以杀戮无辜群众生命的残忍手段公然损害国家法律尊严、肆意挑战人类文明底线”，并对此表示“强烈谴责”。文中提到“境内外敌对势力亡我之心不死，分裂图谋未变”，“反暴力恐怖斗争一刻也不能放松”，同時天山網發表多篇新疆社會各界抨擊譴責爆炸事件的文章。
中国新闻网5月3日刊文称中国各高校的11名维吾尔族大学生共同署名撰写了一封公开信《我們，不會再沉默》（發表於5月2日《新疆日報》），强烈谴责暴恐分子乱杀无辜的罪恶行径并呼吁道：“维吾尔同胞勇敢的站出来，抵制邪恶极端，与极端思想作斗争。”这一公开信很快就被各大网站转载，激起网民的热烈反响与共鸣。

### 其他国家和地区媒体
《华尔街日报》引述了美国密歇根大学恐怖主义问题专家Philip BK Potter的话，“如果你能够在具有重要象征意义的时间点制造袭击，你就在选择自己的目标”，后者还称“这展示了能力”。
英國防務安全智庫皇家聯合軍事研究所研究員潘圖奇（Raffaello Pantucci）在接受英國廣播公司（BBC）時表示：烏魯木齊發生這種攻擊「相當令人擔心」……新疆的局勢正在惡化，雖然中國政府從2010年開始大力試圖改善新疆的經濟，借此對付「他們眼中的恐怖主義」，但是狀況惡化……從某些方面看，新疆境內發生的事件「手法也更加專業化」，因為不再是一小股人在邊遠的村莊襲擊當地的派出所，「而是在一省（自治區）的首府」、「在火車站裏面」。“中国新疆问题的核心，是维吾尔群体感到异化与权利被剥夺。如果你去新疆走一遭，你会听到当地人说自己没有从国家受惠，并抱怨不断涌入新疆的汉族人才是新疆财富的受益者云云。他们抱怨国家摧毁他们的文化，并且将喀什的旧城当作这一指责的例证。”。然而從歷史上看來，維吾爾人的祖地為南疆塔里木盆地一帶，北疆一帶如新疆首府烏魯木齊在維吾爾人前往移民之前是以漢族和回族為大多數的城市，近數十年來漢人也甚少往南疆移民。
据自由亚洲电台报道，已退休的新疆社会科学院中亚研究所前所长潘志平在接受路透社采访时说，这次事件经过精心策划、刻意选择在习近平访问新疆期间进行，“他们向中国政府发出挑战”，“去年他们曾将公安局、派出所和警员作为袭击目标，现在则不加区别，在人群最为密集的地方进行恐怖行动”。潘认为此事可能导致政府“采取更严厉手段打击恐怖主义”。
美国之音在一篇報道中稱，批评政府人士認爲，暴力事件是政府對穆斯林宗教生活實行限制以及袒護漢族人口的政策引起的。
《南华早报》刊载了英国伦敦皇家联合服务研究所研究员潘睿凡（Raffaello Pantucci）的观点，其认为“爆炸案袭击者直接向最高领导层展示他们的不满”，“事件反映了当局在情报收集方面的弱点”，同时“预计新疆地区将展开严厉安全镇压行动”。

## 影响

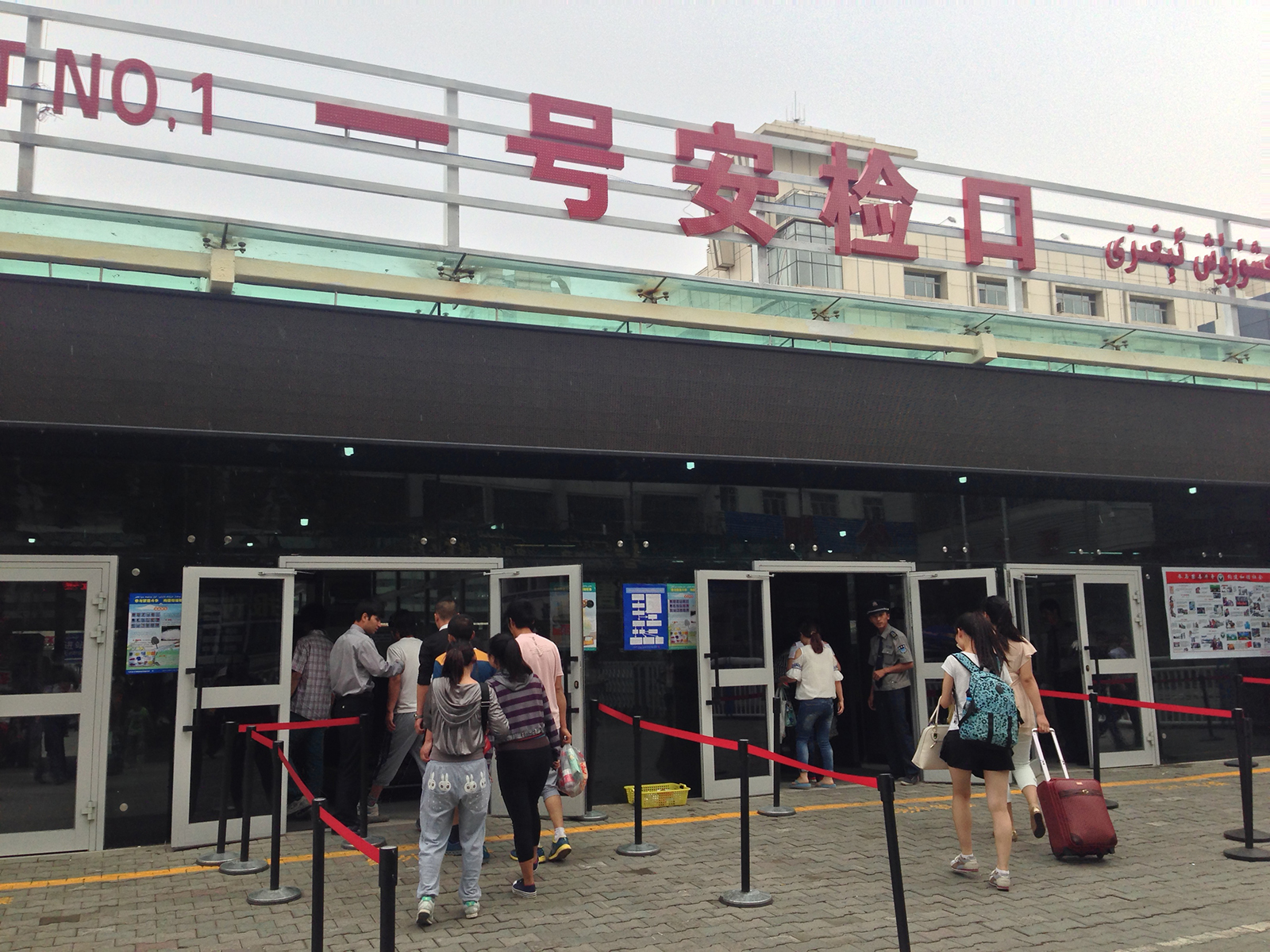
2014年4月30日火车南站爆炸袭击后，5月26日，火车南站广场开始修建安检口。图为火车南站一号安检口。

5月26日，乌鲁木齐火车南站站前广场开始修建六道安检门，确保行人进站、出站路线，确保人、车各有道，不会再混杂在一起。官方实行此措施是在5月22日沙依巴克区发生的北街公园早市暴力恐怖袭击案的4天后。